# باولا نونيز
باولا نونيز ريفاس (بالإسبانية: Paola Núñez)‏ (المعروفة باولا نونيز) هي ممثلة ومنتجة.

## سيرتها
باولا نونيز عملت في المسرح بـ سن الثانية عشر, وفي سن الـ 16 بدأت حياتها المهنية ممثلة وتخرجت من مدرسة التمثيل سي إيه إف أيه سي أزتيك تي في،  كما أنها تعمل منتجة مسلسلات.
عاشت في تيكاتي مع عائلتها حتى سن ال 20، عندما قررت أن تستقيل بحياتها، فهي تعتبر واحدة من الممثلات المكسيكية أجمل والموهوبين، حيث أنها شاركت في عدة تيلينوفيلا بدور البطولة، ومنها ملكة القلوب بدور البطولة التي تم انتاجه شبكة تيلموندو أمريكية بجانب الممثل أوجينيو سيلر و في حين خوان سولير وكاترينا سياتشوكي بدور الخصوم وأيضا معهم الممثلة المكسيكية لورا فلوريس.
أيضا أنها حافظت على صداقة وثيقة مع أندريس بالاسيوس، الممثل الذي شارك معها في مسلسل Amor en Custodia، وأيضا في 2013 اعلنت خطوبتها من رودولفو فالديس ولكن لم يعلن موعد الزفاف.

## روابط خارجية
- باولا نونيز على موقع IMDb (الإنجليزية)
- باولا نونيز على موقع ميوزك برينز (الإنجليزية)
- باولا نونيز على موقع أول موفي (الإنجليزية)
- باولا نونيز على موقع قاعدة بيانات الفيلم (الإنجليزية)